# Nguyễn Thị Oanh (Leichtathletin, 1996)
Nguyễn Thị Oanh (* 22. Februar 1996 in Hanoi) ist eine vietnamesische Leichtathletin, die sich auf den Sprint spezialisiert hat.

## Sportliche Laufbahn
Erste Erfahrungen bei internationalen Wettbewerben sammelte Nguyễn Thị Oanh im Jahr 2011, als sie bei den Südostasienspielen in Palembang im 400-Meter-Lauf in 55,36 s den vierten Platz belegte und im 400-Meter-Hürdenlauf in 60,61 s Rang fünf erreichte. Zudem gewann sie mit der vietnamesischen 4-mal-400-Meter-Staffel in 3:45,0 min die Bronzemedaille hinter den Teams aus Thailand und Indonesien. 2013 nahm sie über 400 Meter an den Jugendweltmeisterschaften in Donezk teil und wurde dort mit 53,80 s im Finale Vierte. Anschließend gewann sie bei den Südostasienspielen in Naypyidaw in 24,13 s die Bronzemedaille im 200-Meter-Lauf hinter ihrer Landsfrau Vũ Thị Hương und Orranut Klomdee aus Thailand. Auch über 400 Meter gewann sie in 53,71 s die Bronzemedaille hinter der Thailänderin Treewadee Yongphan und ihrer Landsfrau Quách Thị Lan und mit der Staffel sicherte sie sich mit neuem Landesrekord von 3:36,92 min die Silbermedaille hinter Thailand. Im Jahr darauf nahm sie mit der Staffel an den Asienspielen im südkoreanischen Incheon teil und belegte dort mit 3:33,20 min im Finale den fünften Platz. Bei den Südostasienspielen 2015 in Singapur erreichte sie in 12,02 s Rang acht im 100-Meter-Lauf und gewann über 200 Meter in 23,92 s die Bronzemedaille hinter der Singapurerin Shanti Pereira und Kayla Anise Richardson von den Philippinen. Zudem siegte sie mit der Staffel mit neuem Spielerekord von 3:31,46 min.
2017 nahm sie mit der Staffel an den Asienmeisterschaften in Bhubaneswar teil und gewann dort ursprünglich in 3:33,22 min die Silbermedaille hinter der Mannschaft aus Indien. Jedoch wurde die indische Mannschaft im Nachhinein wegen eines Dopingverstoßes disqualifiziert und die Goldmedaille wurde Vietnam zugesprochen. Ende August siegte sie bei den Südostasienspielen in Kuala Lumpur in 3:33,40 min mit der Staffel. Im Jahr darauf gewann sie mit der vietnamesischen Stafette in 3:33,23 min die Bronzemedaille bei den Asienspielen in Jakarta hinter den Teams aus Indien und Bahrain. Bei den Asienmeisterschaften 2019 in Doha schied sie mit 25,07 s in der ersten Runde über 200 Meter aus und belegte mit der Staffel in 3:37,27 min den fünften Platz. Im Dezember siegte sie bei den Südostasienspielen in Capas in 3:34,64 min ein weiteres Mal mit der Staffel.
2013 wurde Nguyễn Vietnamesische Meisterin über 200 und 400 Meter sowie mit der 4-mal-400-Meter-Staffel. 2017 sicherte sie sich die Titel über 1500 und 5000 Meter sowie im Hindernislauf. 2019 siegte sie über 1500 Meter und über 5000 Meter sowie im Hindernislauf und in der 4-mal-400-Meter-Staffel.

## Persönliche Bestleistungen
- 100 Meter: 11,73 s,10. Oktober 2015 in der Ho-Chi-Minh-Stadt
- 200 Meter: 23,54 s, 13. Oktober 2015 in der Ho-Chi-Minh-Stadt
- 400 Meter: 52,63 s, 12. Oktober 2015 in der Ho-Chi-Minh-Stadt
- 400 m Hürden: 58,50 s, 22. September 2013 in der Ho-Chi-Minh-Stadt